# Helmut Unger (Skilangläufer)
Helmut Unger (* 2. Juni 1943 in Falkenstein/Vogtl.) ist ein ehemaliger deutscher Skilangläufer.

## Leben
Helmut Unger nahm an den Olympischen Winterspielen 1968 in Grenoble teil. Er erreichte im Wettbewerb über 30 Kilometer den 37. Platz.
In seiner aktiven Zeit startete Unger für den SC Dynamo Klingenthal.

## Familie
Unger war verheiratet mit der Skilangläuferin Anna Unger. Das Paar ist geschieden.